# 第23回ベルリン国際映画祭
第23回ベルリン国際映画祭は1973年6月22日から7月3日まで開催された。

## 概要
金熊賞はインド映画『遠い雷鳴』に与えられたが、コンペティション部門ではフランス映画の健闘が目立った。フォーラム部門でもジャック・リヴェット、ジャン・ユスターシュ、ジャン＝リュック・ゴダールなどの作品が上映され、その印象をさらに強めた。

## 受賞
- 金熊賞：『遠い雷鳴』(サタジット・レイ)
- 銀熊賞
  - 『別れのクリスマス』 (デヴィッド・ヘミングス)
  - 『Die Sachverständigen』 (ノルベルト・キュッケルマン)
  - 『Le Grand blond avec une chaussure noire』 (イヴ・ロベール)
  - 『Los Siete locos』 (レオポルド・トーレ・ニルソン)
  - 『Toda nudez sera castigada』 (アルナルド・ジャボール)
  - 審査員特別賞：『Il n'y a pas de fumée sans feu』 (アンドレ・カイヤット)

## 上映作品

### コンペティション部門
長編映画のみ記載。アルファベット順。邦題がついていない場合は原題の下に英題。
| 題名 原題                                                                        | 監督                             | 製作国                      |
| -------------------------------------------------------------------------------- | -------------------------------- | --------------------------- |
| 遠い雷鳴 Ashani Sanket                                                           | サタジット・レイ                 | インド                      |
| Between Friends                                                                  | ドナルド・シェビブ               | カナダ                      |
| Die Sachverständigen (The Experts)                                               | ノルベルト・キュッケルマン       | 西ドイツ                    |
| Die Zärtlichkeit der Wölfe (Tenderness of the Wolves)                            | ウリ・ロンメル                   | 西ドイツ                    |
| Georgia, Georgia                                                                 | スティーグ・ビョークマン         | スウェーデン アメリカ合衆国 |
| Habla, mudita (Speak, Little Mute Girl)                                          | マヌエル・グティエレス・アラゴン | スペイン 西ドイツ           |
| Il n'y a pas de fumée sans feu (Where There's Smoke)                             | アンドレ・カイヤット             | フランス イタリア           |
| 哀しみのベラドンナ                                                               | 山本暎一                         | 日本                        |
| La Proprietà non è più un furto (Property Is No Longer a Theft)                  | エリオ・ペトリ                   | イタリア フランス           |
| Le Grand blond avec une chaussure noire (The Tall Blond Man with One Black Shoe) | イヴ・ロベール                   | フランス                    |
| 血の婚礼 Les Noces rouges                                                        | クロード・シャブロル             | フランス                    |
| Los Siete locos (The Seven Madmen)                                               | レオポルド・トーレ・ニルソン     | アルゼンチン                |
| Love Comes Quietly                                                               | Nikolai van der Heyde            | ベルギー オランダ           |
| 青い体験 Malizia                                                                 | サルヴァトーレ・サンペリ         | イタリア                    |
| Metzitzim (Peeping Toms)                                                         | ユリ・ゾーハー                   | イスラエル                  |
| Seomgaeguli manse (Long Live the Island Frogs)                                   | Jin-woo Jeong (정진우)           | 韓国                        |
| 別れのクリスマス The 14                                                          | デヴィッド・ヘミングス           | イギリス                    |
| The Blockhouse                                                                   | クライヴ・リーズ                 | イギリス                    |
| Toda nudez sera castigada (All Nudity Shall Be Punished)                         | アルナルド・ジャボール           | ブラジル                    |
| U-Turn                                                                           | ジョージ・カツェンダー           | カナダ                      |

## 審査員
- デヴィッド・ロビンソン (イギリス/批評家)
- エベルハルト・ハウフ (西ドイツ/監督)
- Harish Khanna (インド/俳優)
- ルネ・テヴネー (フランス/プロデューサー)
- フレディ・ビュアシュ (スイス/批評家)
- パオロ・ヴァルマラノ (イタリア/批評家)
- Hiram Garcia Borja (メキシコ/Mexican censorship office)
- ポール・ムーア (アメリカ/)
- Walter Müller-Bringmann (西ドイツ/)